# Hesham Salhe
Hesham Salhe (8 de novembro de 1987) é um futebolista profissional palestino que atua como meia.

## Carreira
Hesham Salhe representou a Seleção Palestina de Futebol na Copa da Ásia de 2015.